# Pleopeltis ensifolia
Pleopeltis ensifolia là một loài dương xỉ trong họ Polypodiaceae. Loài này được Carmich. mô tả khoa học đầu tiên năm 1819.
Danh pháp khoa học của loài này chưa được làm sáng tỏ. 